# Li Jinhe
Li Jinhe (n. 22 mai 1964) este un halterofil ce a reprezentat Republica Populară Chineză, medaliat olimpic. A participat la o ediție a Jocurilor Olimpice (1988) în care a câștigat o medalie de bronz.

## Participări
Lista de mai jos prezintă principalele competiții la care a participat Li Jinhe de-a lungul carierei.
- weightlifting at the 1988 Summer Olympics – men's 67.5 kg[*]